# PLOS Medicine
PLOS Medicine (anteriormente llamada PLoS Medicine)  es una revista médica que cubre el espectro global de la medicina. Empezó a ser publicada el 19 de octubre de 2004. Fue la segunda revista que editó Public Library of Science (PLOS), una organización sin ánimo de lucro que edita sus contenidos en acceso abierto. Todos los contenidos de PLoS Medicine se publican bajo licencia Creative Commons.

## Resumen e indexación
La revista está resumida e indexada en Index Medicus / MEDLINE / PubMed, Science Citation Index Expanded, Current Contents /Clinical Medicine y BIOSIS Previews. Según Journal Citation Reports , la revista tuvo un factor de impacto de 14.429 en 2014, ubicándola en el puesto 7 entre 153 revistas en la categoría "Medicina, general e interna".
Según SCI Journal, la revista tiene un factor de impacto actual (2022) de 11,069.